# 講
講（こう）とは、結社または結社による行事・会合である。
「講」は本来は寺院内で仏典を講読・研究する僧の集団を指していたが、やがて仏典の講読を中心とする仏事（講会）を指すようになった。それが転じて、民俗宗教における宗教行事を行なう集団、またはその行事・会合を指すようになった。さらに転じて、ある種の相互扶助的な団体や会合をも指すようになった。

## 原義とその変遷

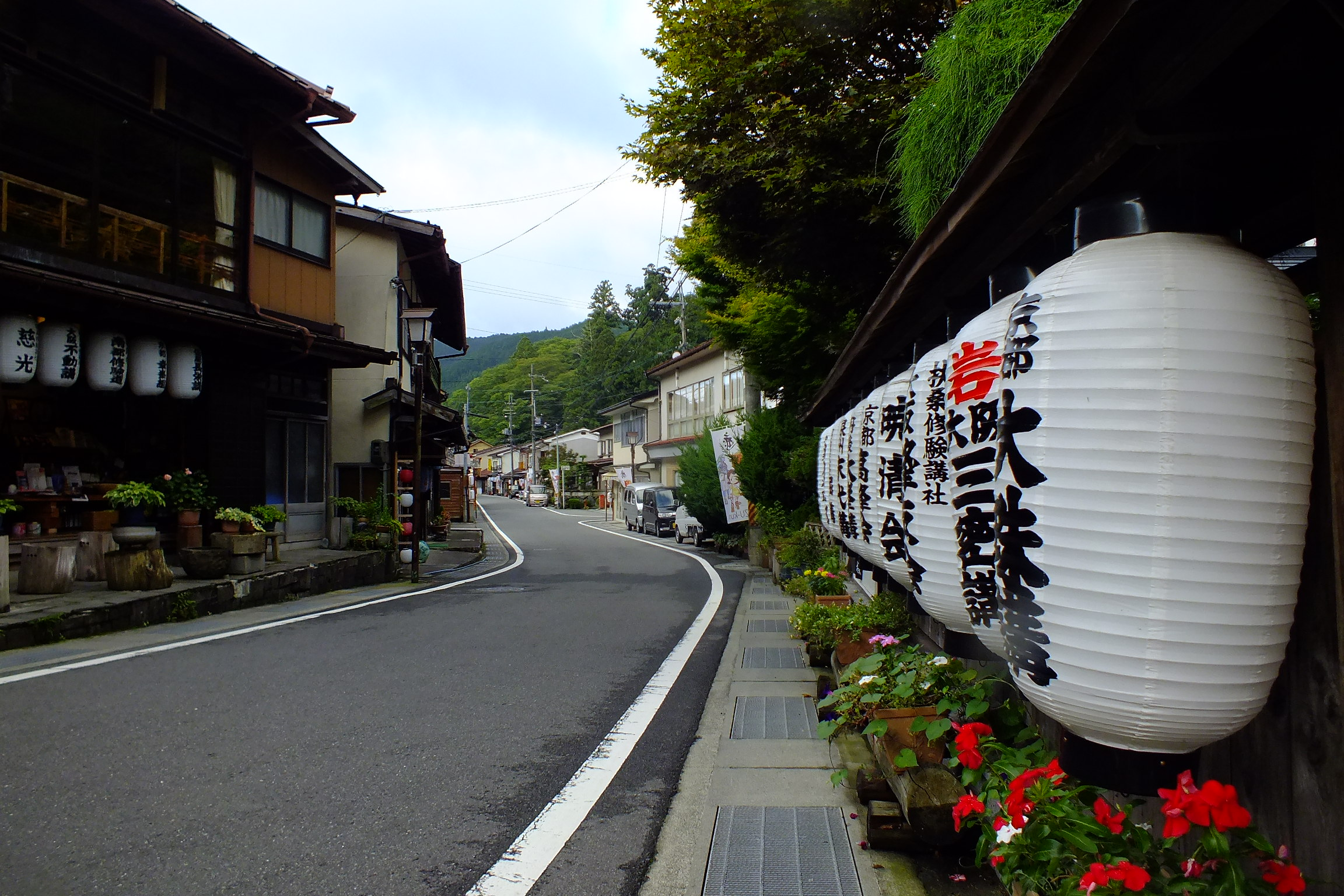
講の名の入った提灯をぶら下げた大峰山麓洞川温泉の旅館の店先。

平安時代に貴族たちのあいだで法華信仰が高まり、彼らの出資によって豪華絢爛な仏教儀礼である法華八講が盛んに行われるようになった。これを契機として世俗のあいだで仏典研究から離れた信仰的な会合である「講」が行われるようになった（報恩講など）。この「講」が中世ごろから民間に浸透する過程で、様々な信仰集団に「講」という名称がつけられるようになった。信仰集団としての講には、地域社会の中から自然発生的に生まれたものと、外部からの導入によるものとがある。
前者の講は、氏神・産土といった地域の神を信仰する氏子によって、その神祠の維持のために運営されるものである。社格の高い神社の講では、「村」の範囲を超えて広い範囲に構成員を持つものもある。「講」の組織が強化されるのが、戦国時代のことである。講元は国人や地侍等があたり、また講元自身が地侍化した。浄土真宗の「講」の組織によって加賀一向一揆などが行われた。「講」という組織上、半民主的な政治が行われた。講は講社ともいい、講の構成員を講員という。講の運営にあたっては講元(こうもと)、副講元、世話人などの役員を置き、講員の中から選任され、講の信仰する寺社から委嘱されるのが通常である。一方、山の神、鎮守神などの土俗的な信仰講では、族縁集団、地縁集団がそのまま講の構成員となるため、純粋な宗教結社の体を取らない場合もあった。
外部からの導入による講は、当初は山岳信仰に関するものであった。立山などの修験者が霊山への登山を勧めて全国を廻り、各地に「参拝講」が作られた。それにならって各地の神社・寺院へ参拝するための数多くの講も作られるようになった。これらの参拝講では、講の全員が参拝に行く「総参り」もあったが、多くは講の中から数人を選び、代表して参拝する「代参講」が行われていた。相互扶助団体（頼母子講・無尽講）への転用は、この代参講から派生したものである。すなわち、皆で金を出しあって参拝に行くのではなく、その金をくじや入札によって構成員に融通するというものである。また、講には信仰のための講と併存する形で「仕事仲間の講」（モヤイ講、ユイ講など）や、「年代別、性別の講」（若衆講、カカ講など）など多種多様な講が存在した。これらの講は共同体の構成員にとっては加入を義務付けられる性格のものだったが、遊びを目的とした自由参加の「遊山講」などもあった。

## 主要な講

### 仏教行事としての講
- 維摩講
- 最勝講
- 観音講
- 薬師講
- 法華八講
- 題目講
- 大師講
- 報恩講
- 朗師講
- 舎利講

### 民俗宗教における講

#### 地縁的祭祀集団
天体・暦
- 日待講
- 月待講
- 十九夜講
- 巳待講
- 庚申講
- 甲子講

自然
- 稲荷講
- 田の神講
- 山の神講
- 地神講
- 水神講
- 海神講

神仏・人物
- 愛染講
- 氏神講
- えびす講
- 神農講
- 大師講
- 太子講
- 天神講
- 念仏講
- 地蔵講
- 子安講
- 荒神講

#### 参拝講
- 秋葉講
- 愛宕講
- 伊勢講
- 稲荷講
- 大山講
- 大峯講
- 御嶽講
- 観音講
- 霧島講
- 熊野講
- 牛頭天王講
- 金毘羅講
- 津島講
- 出羽三山講
- 戸隠講
- 成田講
- 榛名講
- 富士講
- 不動講
- 古峯講
- 三峯講

#### 特殊なもの
- 富士講（浅間講）
- 御嶽講
- 法華講
- 妙観講
- 妙信講（現在の冨士大石寺顕正会）

### 相互扶助・会合としての講
- 無尽講（頼母子講）
- 無縁講
- ネズミ講
- 無礼講
- 輪島講